# رونالد فوكس
رونالد فوكس (23 يناير 1880 في نيوزيلندا - 27 أغسطس 1952) (بالإنجليزية: Ronald Fox)‏ هو لاعب كريكت نيوزلندي.

## وصلات خارجية
- رونالد فوكس على موقع إي آس بي آن كريك إنفو (الإنجليزية)